# لوبوویز (استان ماسوویان)
لوبوویز (استان ماسوویان) (به لهستانی: Lubowidz) یک روستا در لهستان است که در گمینا لوبوویز واقع شده‌است. لوبوویز ۲٬۰۰۰ نفر جمعیت دارد.